# تیم ملی والیبال مردان پاراگوئه
تیم ملی والیبال مردان پاراگوئه تیم ملی والیبال مردان کشور پاراگوئه است.